# Шмидт, Пётр Юльевич
Пётр Ю́льевич Шмидт (23 декабря 1872, Санкт-Петербург — 25 ноября 1949, Ленинград) — русский и советский зоолог, ихтиолог.

## Биография
Пётр Юльевич Шмидт получил среднее образование в гимназии К. И. Мая, высшее — на естественном отделении физико-математического факультета Санкт-Петербургского университета, который закончил в 1895 г. Занимался в лаборатории профессора В. М. Шимкевича и В. Т. Шевякова. С 1877 г. состоял ассистентом при кафедре зоологии Санкт-Петербургских Высших женских курсов. Путешествовал по Семиречью, по северу России, а в 1899—1902 гг. и 1908—1910 гг. на Дальнем Востоке, участвовал в Камчатской экспедиции Ф. П. Рябушинского, где он возглавлял зоологический отдел. В 1906 году награждён наградой Императорского Русского географического общества золотой медалью имени Петра Петровича Семёнова.
В 1906—1930 годах — профессор Сельскохозяйственного института в Санкт-Петербурге (Ленинграде).
В 1914—1931 годах одновременно работал в Зоологическом музее АН СССР.
В 1938 году вместе с группой сотрудников Зоологического института АН СССР П. Ю. Шмидт был арестован органами НКВД из-за того, что они имели нерусские фамилии.
П. Ю. Шмидт проходил по делу о шпионаже в пользу Германии и Японии на том основании, что он был в научных командировках в Берлине и Токио.
После допросов, в ходе которых 66-летнему профессору выбили зубы, П. Ю. Шмидт подписал протокол как того требовали следователи НКВД и ещё добавил, что он также является итальянским шпионом, поскольку его дочь живёт в Италии.
В конечном итоге П. Ю. Шмидт был выпущен на свободу и смог продолжить свою научную деятельность.
В 1930—1949 годах — учёный секретарь Тихоокеанского комитета АН СССР.

## Семья
- Отец — Шмидт, Юлий Александрович (16.1.1844 — 14.7.1910) — генерал-майор, геодезист, астроном[7]
- Мать — Рогова, Ольга Ильинична, детская писательница (от второго брака с Павлом Роговым имела ещё 5 детей, единоутробных братьев и сестер Петра, которых после революции постигла разная судьба[8])
- Жена — Вера Оттоновна Шмидт (в девичестве Рейнезер). Поженились в 1896 году. Она помогла в освобождении Петра Юльевича в 1938 году, но сама не выдержала испытаний после его освобождения и скончалась 6 сентября 1940 года
- Сын — Георгий, родился в 1897 году.
- Дочь — Татьяна, родилась в 1901 году. Вышла замуж за итальянского учёного и жила в Италии[9].

## Вклад в науку
До 1900 года научные интересы П. Ю. Шмидта находились в областях изучения членистоногих, систематики пауков, морфологии низших многоножек и фауны беспозвоночных Семиречья. Ещё в университете в 1895 году он получил за исследование многоножек золотую медаль.
Наибольшую известности получили работы П. Ю. Шмидта выполненные после 1900 года, когда он начал заниматься изучением фауны рыб Тихого океана и ихтиологией в более широком плане.
П. Ю. Шмидт первым наблюдал анабиоз у дождевых червей, наступавший при их высушивании.
Перевел сочинения К. Келлера, К. Куна и др.
Под руководством П. Ю. Шмидта издана «Малая биологическая энциклопедия» (1924).

## Память
Именем П. Ю. Шмидта названы несколько видов рыб северной части Тихого океана:
- Salvelinus schmidti[исп.] — носатый голец Шмидта.
- Lepidion schmidti[англ.] — большеголовый лепидион Шмидта.
- Leuroglossus schmidti[англ.] — дальневосточная серебрянка Шмидта, многочисленная в северной части Тихого океана.
- Lycogrammoides schmidti[швед.] — слизеголов Шмидта, ареал — Охотское море.
- Eumicrotremus schmidti — колючий круглопер Шмидта, ареал — Охотское море.
- Anisogammaruss schmidti — представитель разноногих ракообразных из осушной зоны восточного побережья Камчатки также назван в честь П. Ю. Шмидта.
- Горный хребет Петра Шмидта на острове Уруп в Курильской гряде назван в честь Петра Шмидта[13].
- Подводный жёлоб Петра Шмидта (Охотское море); название присвоено советскими исследователями в честь П. Ю. Шмидта[13].

## Труды
- Schmidt P. Ueber das Leuchten der Zuckmücken Zool. Jahr. , вып. VIII, 1892
- Schmidt P. Beiträge zur Kenntn. der niederen Myriapoden Zeit. wis. Zool., LIX, 1895
- Schmidt P. Beitrag zur Kenntnis Laufspinnen (Araneae, Citigradae Thor.) Russlands // Zool. Jahrb. Abt. Syst. 1895. Bd. 8. H. 4. S. 439 484.
- Материалы к познанию фауны Семиреченской области Записки Западно-Сибирского отделения Императорского русского географического общества, 1896
- Рыбы восточных морей Российской империи Архивная копия от 5 января 2014 на Wayback Machine, Санкт-Петербург, 1904
- Морские промыслы острова Сахалин Архивная копия от 5 января 2014 на Wayback Machine, Санкт-Петербург, 1905
- Работы Зоологического отдела на Камчатке в 1908—1909 гг. Архивная копия от 5 января 2014 на Wayback Machine // Камчатская экспедиция Федора Павловича Рябушинского… Русского Географич. общества. Зоологич. отдел, в. 1 М., Типографія Т-ва Рябушинских, 1916
- Анабиоз Архивная копия от 5 января 2014 на Wayback Machine П. — М., 1923
- Душевная жизнь животных и её исследование. M.-Л., 1929
- Организм среди организмов Архивная копия от 11 декабря 2013 на Wayback Machine Москва — Ленинград, Изд-во АН СССР, 166, [2] c. : ил. 1941
- Рыбы Тихого океана. Очерк современных теорий и воззрений на распространение и развитие фауны рыб Тихого океана Архивная копия от 5 января 2014 на Wayback Machine, М., 1948
- Рыбы Охотского моря Архивная копия от 5 января 2014 на Wayback Machine, М., 1950